# Ran Laurie
William George Ranald Mundell Laurie –conocido como Ran Laurie– (Grantchester, 4 de mayo de 1915-Hethersett, 19 de septiembre de 1998) fue un deportista británico que compitió en remo. Fue padre del actor Hugh Laurie.
Participó en dos Juegos Olímpicos de Verano en los años 1936 y 1948, obteniendo una medalla de oro en Londres 1948 en la prueba de dos sin timonel.

## Palmarés internacional
| Juegos Olímpicos | Juegos Olímpicos      | Juegos Olímpicos | Juegos Olímpicos |
| Año              | Lugar                 | Medalla          | Prueba           |
| ---------------- | --------------------- | ---------------- | ---------------- |
| 1948             | Londres (Reino Unido) | Medalla de oro   | Dos sin timonel  |